# Jim Cronin
James "Jim" Cronin (Yonkers, 15 de novembro de 1951 – Manhattan, 17 de março de 2007) foi um zoólogo norte-americano, fundador do santuário zoológico Monkey World, em Dorset.

## Biografia
Nascido e criado em  Yonkers, Nova York, residiu na Grã-Bretanha durante mais de duas décadas, onde ele e a sua esposa, Drª. Alison Cronin, colocaram em funcionamento o centro de salvamento de símios Monkey World, reconhecido internacionalmente, o qual trabalha com governos de vários países do mundo para terminar com o contrabando ilegal de macacos para fora da África e da Ásia.
Ao longo dos passados vinte anos, Cronin consagrou-se como um perito internacional no resgate e reabilitação de primatas abusados, e no cumprimento de tratados internacionais virados para a protecção dos primatas do comércio ilegal e da experimentação.
O Dr. Cronin começou o Monkey World em 1987, o qual ele e Alison construíram a partir de um pequeno refúgio até se tornar num parque de vida selvagem de 65 acres, que é o lar de mais de 160 primatas de 16 diferentes espécies, todos eles resgatados, sendo um dos mais populares destinos familiares da Inglaterra.
Em 2006 foi agraciado com o título honorário de "Membro do Império Britânico" pela Rainha Isabel II por "serviços para o bem-estar animal". O Animal Planet documentou as frequentes missões de salvamento e investigações secretas de Cronin através da Europa e Ásia durante os últimos 10 anos na série "Monkey Business" planeando colocar no ar novos programas nos E.U.A. durante o Outono de 2007.
Jim Cronin faleceu aos 55 anos no "Cabrini Medical Center",  em Manhattan com a sua esposa e companheira de missão, Alison Cronin, a seu lado. Faleceu depois de uma breve batalha contra o cancro de fígado.